# Cantó de La Vallée-du-Sausseron
El cantó de La Vallée-du-Sausseron és un antic cantó francès del departament de la Val-d'Oise, a la regió d'Illa de França. Estava inclòs en el districte de Pontoise, comptava amb 12 municipis i el cap cantonal era Auvers-sur-Oise.
Va desaparèixer al 2015 i el seu territori es va dividir entre el cantó de Saint-Ouen-l'Aumône i el cantó de Pontoise.

## Municipis
- Auvers-sur-Oise (6 820 habitants)
- Ennery (2 036 habitants)
- Butry-sur-Oise (1 969 habitants)
- Nesles-la-Vallée (1 829 habitants)
- Valmondois (1 213 habitants)
- Vallangoujard (635 habitants)
- Hérouville (598 habitants)
- Génicourt (544 habitants)
- Labbeville (489 habitants)
- Frouville (373 habitants)
- Livilliers (367 habitants)
- Hédouville (283 habitants)

## Història
| Data d'elecció                           | Identitat          | Partit        | Qualitat |
| ---------------------------------------- | ------------------ | ------------- | -------- |
| 1976-2011                                | Gérard Claudel     | Divers droite |          |
| 2011-                                    | Jean-Pierre Bequet | PS            |          |
| les dades anteriors no són pas conegudes |                    |               |          |
|                                          |                    |               |          |

## Demografia
| A partir de 1990: Població sense dobles comptes |